# Marie-Francoise Audollent
Marie Françoise Audollent (Clermont-Ferrand, 22 maggio 1943 – Lione, 30 marzo 2008) è stata un'attrice francese.

## Biografia
La Audollent nacque nel 1943 a Clermont-Ferrand, dove frequentò le scuole elementari e medie. Nel 1958 si trasferì con la famiglia a Parigi, dove frequentò, diplomandosi a pieni voti, il liceo classico.
Sin da giovanissima si interessò alla recitazione, frequentando la compagnia Teatro del sole di Ariane Mnouchkine. Qualche anno dopo si trasferì negli Stati Uniti per frequentare la scuola di Lee Strasberg. Ritornata in Francia, lavorò moltissimo per il teatro, raggiungendo una notevole fama, soprattutto in patria.
Ma fu il cinema a regalare alla Audollent la notorietà internazionale: indimenticabile fu la sua interpretazione nel film L'amante, (1991), di Vera Belmont. Altre pellicole a cui prese parte furono Le siècle des lumières, di Humberto Solás, ed Éloge de l'amour, di Jean-Luc Godard.
Il ruolo che le ha regalato maggiore celebrità è stato quello, sostenuto in età piuttosto avanzata, di suor Sandrine nel kolossal Il codice da Vinci, (2006), diretto da Ron Howard.
Marie-Françoise Audollent si è improvvisamente spenta, in seguito ad un infarto, nella primavera del 2008.

## Filmografia

### Cinema
- Molière, regia di Ariane Mnouchkine (1978)
- Prisonnières, regia di Charlotte Silvera (1988)
- L'amante (Milena), regia di Véra Belmont (1991)
- Ma femme me quitte, regia di Didier Kaminka (1996)
- Le cri de la soie, regia di Yvon Marciano (1996)
- On va nulle part et c'est très bien, regia di Jean-Claude Jean (1998)
- Zonzon, regia di Laurent Bouhnik (1998)
- Mal barré, regia di Noël Mitrani (2000)
- Éloge de l'amour, regia di Jean-Luc Godard (2001)
- Les seins de ma prof d'anglais, regia di Olivier Bardy (2004)- cortometraggio
- Il codice da Vinci, (The Da Vinci Code), regia di Ron Howard (2006)
- Petit enterrement entre amis, regia di Christian Amundson (2007)
- Arrêt demandé, regia di Thomas Perrier (2008)
- La jeune fille et les loups, regia di Gilles Legrand (2008)
- Misère s, regia di Isabelle Vossart (2008)
- Sois sage, regia di Juliette Garcias (2009)

### Televisione
- Le siècle des lumières, regia di Humberto Solás (1993)
- Le soldat inconnu vivant, regia di Joël Calmettes (2004)
- Harkis, regia di Alain Tasma (2006)

### Serie TV
- La florentine (1991)
- Il conte di Montecristo (Le comte de Monte Cristo) – serie TV, 4 episodi (1998)
- Les histoires extraordinaires de Pierre Bellemare (2005)